# Sarleinsbach
Sarleinsbach je městys v rakouské spolkové zemi Horní Rakousy, v okrese Rohrbach.
V roce 2012 zde žilo 2 232 obyvatel.